# Symphytum microcalyx
Symphytum microcalyx är en strävbladig växtart som beskrevs av Philipp Filip Maximilian Opiz. Symphytum microcalyx ingår i släktet vallörter, och familjen strävbladiga växter. Inga underarter finns listade i Catalogue of Life.